# Liste der Herrscher namens Dietrich
Dietrich hießen folgende Herrscher:

## Dietrich
- Dietrich von Altena-Isenberg (1226–1301), Graf
- Dietrich von Elsass (1128–1168), Graf von Flandern
- Dietrich von Hardenberg (1465–1526), Bischof von Brandenburg
- Dietrich von Landsberg (1256–1285), Markgraf von Niederlausitz und Landsberg
- Dietrich von Mousson († 1102/1105), Graf von Mousson, Altkirch und Pfirt aus dem Haus Scarponnois
- Dietrich von Oldenburg (1423–1440), Graf
- Dietrich (Pfalz Sachsen) († 995), Pfalzgraf von Sachsen
- Dietrich (Polen) (* um 995; † nach 1033), Titularherzog von Polen
- Dietrich von Werben († 1183), Fürst

## Dietrich I.
- Dietrich I. (Bar), Graf von Bar und Lothringen (978–1027)
- Dietrich I. (Lausitz), Markgraf der Lausitz (1031–1034)
- Dietrich I. (Meißen), Markgraf von Meißen (1198–1221)
- Dietrich I. (Flandern), Landgraf (1128–1168)
- Dietrich I. (Holland), Graf (916–939)
- Dietrich I. (Kleve), Graf von Kleve (1092–1117) (neue Zählung)
- Dietrich I. (Wied), Graf (1162–1197)
- Dietrich I. (Wettiner), Graf (–982)
- Dietrich I. von Bilstein, Edelherr (12. Jahrhundert)
- Dietrich I. von Volmerstein († ca. 1313/1314), Adliger

## Dietrich II.
- Dietrich II. (Lothringen), Herzog (1070–1115)
- Dietrich II. (Lausitz), Markgraf von Niederlausitz und Landsberg (1156–1185)
- Dietrich II. (Holland), Graf (939–988)
- Dietrich II. (Bar), Graf (1092–1105)
- Dietrich II. von Volmerstein († ca. 1324), Adliger
- Dietrich II. von Limburg-Styrum, Graf, Herr von Styrum (1304–1328)
- Dietrich II. von der Mark, Graf von Mark-Altena (1374–1398), 1394–1398 Graf von der Mark
- Dietrich II. (Zuylen), Ritter (* um 1310; † 1364), Herr von Zuilen, Sweserengh, Westbroek und Anholt
- Dietrich der Ältere von Gemmingen († um 1374)

## Dietrich III.
- Dietrich III. (Holland), Graf (993–1039)
- Dietrich III. von Volmerstein († 1350), Adliger
- Dietrich III. von Limburg, Graf (1304–1364)
- Dietrich von der Schulenburg (Bischof) († 1393), als Dietrich III. Bischof von Brandenburg
- Dietrich III. von Limburg-Styrum (* um 1347; † 1398), durch Abstammung Graf von Limburg und durch Erbe Herr von Styrum

## Dietrich IV.
- Dietrich IV. (Holland), Graf (1039–1049)
- Dietrich IV. von Limburg, Graf (1364–1400)
- Dietrich von Stechow, als Dietrich IV. Bischof von Brandenburg
- Dietrich IV. von Volmerstein (1335–1396)
- Dietrich IV. (Runkel), Herr
- Dietrich IV. († 1616), Fürstabt von Corvey, siehe Dietrich von Beringhausen

## Dietrich V.
- Dietrich V. (Holland), Graf (1061–1091)
- Dietrich V. von Limburg-Broich, Graf von Limburg (1400–1412)

## Dietrich VI.
- Dietrich VI. (Holland), Graf (1121–1157)
- Dietrich VI. von Limburg-Broich, Graf von Limburg (1459–1478)

## Dietrich VII.
- Dietrich VII. (Holland), Graf (1190–1203)

## Kirchliche Herrscher
- Theoderich I., Kurfürst und Erzbischof (965–977), siehe Theoderich I. (Trier)
- Dietrich I. von Hengebach, Kurfürst und Erzbischof von Köln (1208–1212/15)
- Dietrich I., Fürstbischof (907–916), siehe Theoderich I. (Paderborn)
- Dietrich I. (Münster), Bischof von Münster (1011–1022)
- Dietrich I. (Meißen), Bischof (1024–1046)
- Dietrich I. von Brehna-Landsberg, Bischof von Naumburg (1111–1123)
- Dietrich I. von Naumburg (Dietrich I. von Selbold-Gelnhausen; † 1123), Bischof des Bistums Naumburg-Zeitz
- Dietrich I. (Münsterschwarzach) († 1142), Abt von Münsterschwarzach
- Dietrich I. von der Mark (1336–1406), Dompropst in Köln und zweimal Administrator des Hochstifts Osnabrück
- Dietrich von Horne, Fürstbischof von Osnabrück (1376–1402)
- Dietrich von Albeck († 1194), als Dietrich I. Bischof von Gurk
- Dietrich II. von Wied, Kurfürst und Erzbischof von Trier (1212–1242)
- Dietrich II. von Moers, Kurfürst und Erzbischof von Köln (1414–1463)
- Dietrich II. (Münsterschwarzach) († 1221 bzw. 1224), Abt von Münsterschwarzach
- Dietrich II. von Itter, Fürstbischof von Paderborn (1310–1321)
- Dietrich II. Arndes (auch: Diderich Arnd, Theodorich Arndes, Arends etc.; 1442–1506), Bischof von Lübeck
- Dietrich II. von Kittlitz, Bischof von Meißen (1191–1208)
- Dietrich II. von Luxemburg, Bischof von Metz (1005–1046)
- Dietrich II. von Montfaucon (auch von Montbéliard, frz. Thierry, lat. Theodericus; * um 1130; † 1190), von 1181 bis 1190 Erzbischof von Besançon
- Dietrich II. von Meißen, Bischof von Naumburg (1243–1272)
- Dietrich II. von Münster, Bischof von Münster (1118–1127)
- Dietrich III. (Meißen), Bischof (1370–1373)
- Dietrich II. (Schlüchtern) († nach 1443) 1398–1436 Abt des Klosters Schlüchtern
- Dietrich III. von Schönberg, Bischof von Meißen (1463–1476)
- Dietrich IV. von Fürstenberg, Fürstbischof von Paderborn (1585–1618)
- Dietrich IV., Bischof von Dorpat[1]
- Dietrich IV. von Schönberg (* 1410 oder 1411; † 1492), 1465 Rektor der Universität Leipzig und von 1481 bis 1492 Bischof von Naumburg
- Dietrich von Altenburg, 19. Hochmeister des Deutschen Ordens (1335–1341)
- Dietrich Bayer von Boppard (um 1330–1384), Bischof von Worms (1359–1365), Bischof von Metz (1365–1384)
- Dietrich von Grüningen (auch: von Gröningen) (um 1210–1259), Landmeister und Deutschmeister des Deutschen Ordens
- Dietrich von Homburg, Bischof von Würzburg (1223–1225)
- Dietrich Adolf von der Recke, Fürstbischof von Paderborn (1650–1661)
- Dietrich Kagelwit, Fürsterzbischof von Magdeburg (1361–1367)
- Dietrich (Schwerin) († 1247), Dompropst zu Schwerin, Domherr zu Hamburg und von 1240 bis 1247 Bischof des Bistums Schwerin
- Dietrich Wolfhauer († 1332), Bischof von Lavant